# أنطونيو براون
أنطونيو براون (بالإنجليزية: Antonio Brown)‏ هو لاعب كرة قدم أمريكية أمريكي، ولد في 3 مارس 1978 في ميامي في الولايات المتحدة.

## وصلات خارجية
- أنطونيو براون على موقع مرجع كرة القدم المحترفة.كوم (الإنجليزية)